# سرية الطفيل بن عمرو الدوسي
سرية الطفيل بن عمرو الدوسي، إلى «ذي الكفين» صنم عمرو بن حممة الدوسي في شهر شوال سنة 8 هـ.

## مجريات السرية
لمَّا أراد النبي محمد السير إلى الطائف، بعث الطفيل بن عمرو الدوسي إلى «ذي الكفين» صنم عمرو بن حممة الدوسي يهدمه، وأمره أن يستمد قومه ويوافيه بالطائف، فخرج سريعًا إلى قومه فهدم «ذا الكفين» وجعل يحش النار في وجهه ويحرقه ويقول «يا ذا الكفين لست من عبادكا، ميلادنا أقدم من ميلادكا، إني حششت النار في فؤادكا». وانحدر معه من قومه 400 سراعًا فوافوا النبي بالطائف بعد مقدمه بأربعة أيام. وقدم بدبابة ومنجنيق.